# 靈隱寺 (新竹)
24°46′18″N 120°58′25″E / 24.771550°N 120.973481°E
靈隱寺，是位於臺灣新竹市東區青草湖畔的佛寺。

## 沿革
1924年，信士鄭保真、翁妙於青草湖畔創建感化堂，以祭祀諸葛亮（諸葛孔明）。供奉原因是早先香客很少，所以廟方供奉孔明來吸引人，所以又稱「孔明廟」。當時屬於齋堂，孔明是配祀。
其後在感化堂的東北方增建靈壽塔（靈骨塔）。1927年，鄭保真提議擴建計畫，藉由鄭肇基、杜陳氏宜、陳林氏甜等人合作於堂後增建中殿，於1932年舉行觀世音菩薩安座，寺名「靈隱寺」。

## 觀光
該寺建築風格無傳統佛寺的瓜柱通樑、斗拱、雀替、圓光、垂花吊筒，而有西洋式拱形門樑、西洋式柱頭裝飾。供奉觀世音菩薩的殿堂採用巴洛克建築，有仿拱型廊、柱頭的花草藻飾。寺前擺有巨大的化石，來源一說是鄭保真夢見孔明託夢，次日到青草湖打撈獲得；另一說是早年整地挖得的化石。林朝棨研究是百萬年的動植物化石。已廢除的新竹神社石燈、手水舍等也從客雅山移置於此。
寺內還有狄膺墓，其牌坊題有蔣介石的「風徽永挹」，對聯為陳誠、于右任所寫。章亞若母親也安息於此寺的靈骨塔。
一次立法委員段劍岷來新竹縣玩後，認為一些地點名稱太俗，就寫信給新竹縣長劉榭燻，指靈隱寺應該改叫諧音的「林蔭寺」、青草湖改為「澡湖」、飛鳳山代勸堂改稱「梅花觀」或「三一聖宮」等。劉縣長回應段委員的意見很好，擬提交縣務會議研議，廣徵縣民意見。
住持無上法師還爭取玄奘遺骨置於此寺，說在經濟上可節省數百萬經費、且比日月潭交通方便。1987年，靈隱寺管理人范天送在台灣省旅遊局長林基王參觀靈隱寺時，建議政府成立觀光警察編組，管理觀光地區的交通秩序和流動攤販。
傳聞情侶到青草湖約會後，分手可能性會提高，更有人以台灣閩南語將改名為發音相近的「淒慘湖」，其根因是將佛寺的孔明神像誤認為傳說會拆散情侶的呂洞賓。

## 白色恐怖
臺灣白色恐怖時期，靈隱寺發生過兩次白色恐怖事件，皆在第二任主持、俗名陳阿桶的無上法師任內。
第一次白色恐怖發生於1949年，簡稱「慈航案」。當時許多中國大陸僧人避難來臺灣，亟需安置；太虛法師弟子慈航法師先後情商中壢圓光寺、基隆靈泉寺、靈隱寺興辦佛學院以安置僧人。該年6月6日，慈航法師安排十幾名學僧到靈隱寺，但新竹市警察局就將他們逮捕送到台北刑警隊。星雲法師也被從圓光寺抓來囚禁。當初逮捕原因官方檔案闕如，民間眾說參差。陸軍中將退役後出家的律航法師得知後，發動營救，而且在第一天陪同入獄。台灣佛教界也展開救援，包括律航、斌宗、東初、無上等法師，以及國代李子寬、立委董正之、監委丁俊生、孫立人妻張清揚、法學家吳經熊、軍統居士廖化平等人都去救人。經三周後，台灣警備總司令陳誠才放人。僧人出獄後仍受嚴密監控。
1955年5月，此寺發生第二次白色恐怖。涉案者為當時41歲的廣東潮安人陳師潛，法號「聖德」，入獄原因是他1954年底到1955年寫的信批評蔣總統。同年7月軍法庭判刑10年，送往火燒島，最後從新店軍監出獄。